# Péter Mansfeld
Péter Mansfeld (ur. 10 marca 1941, zm. 21 marca 1959) – węgierski uczeń, ofiara systemu komunistycznego.

## Rodzina
Dziadek i ojciec Pétera Mansfelda byli fryzjerami i posiadali własny zakład fryzjerski. László Mansfeld, brat Pétera, przejął rodzinną tradycję, natomiast Péter dostał się do szkoły zawodowej gdzie uczył się obsługi maszyn, urządzeń i samochodów. Zajął drugie miejsce w uczniowskim konkursie ślusarskim. Trudna sytuacja rodzinna miała wpływ na jego charakter, dziadek, ojciec i wujek Mansfelda zostali aresztowani i wywiezieni w 1946 do ZSRR. Dziadek zmarł w łagrze a ojciec po powrocie do kraju, wskutek przeżyć na zesłaniu i braku perspektyw, zaczął nadużywać alkoholu. W 1951 doszło formalnie do rozwodu rodziców Pétera, gdy miał on 10 lat. Ten rodzinny epizod i represje wobec najbliższych miały niewątpliwie wpływ na stosunek Pétera Mansfelda do Rosjan.

## Udział w powstaniu węgierskim
Jeszcze jako dziecko wziął udział w powstaniu węgierskim w 1956 roku. Pełnił funkcję łącznika pomiędzy oddziałami powstańczymi Jánosa Szabó na placu Széna w Budzie a placem Szmidta – jednymi z kilku najsilniejszych punktów oporu powstańczej Gwardii Narodowej. Mansfeld przewoził ulotki, niekiedy granaty i broń, oraz dostarczał leki ze Szpitala Małgorzaty. Kiedy w grudniu 1956 komunistyczne władze stłumiły powstanie i w styczniu 1957 skazały Janosa Szabo na śmierć przez powieszenie, Mansfeld wraz z grupą kilku rewolucjonistów wdarł się do willi ministra spraw wewnętrznych, László Pirosa, odpowiedzialnego za represje wobec ludności węgierskiej, gdzie znalazł dwa karabiny i granat – uciekając jednak natrafił na milicjanta w cywilu i po krótkiej szarpaninie porzucił broń i ratował się ucieczką.
Niedługo potem, wraz ze swoim kolegą Istvánem Holeczem, zaczął gromadzić i ukrywać broń z punktów głównych bitew w Budapeszcie – w kilka tygodni zgromadzili 30 granatów, 6 karabinów i 15 magazynków z nabojami.

## Akcja uwolnienia szwagra
Nasilające się represje i terror komunistów w grudniu 1956 i styczniu 1957 spowodowały masowe egzekucje powstańców węgierskich i zsyłki do obozów pracy i więzień. W budapeszteńskim więzieniu przy ul. Kozma, z wyroku Sądów Ludowych wykonywano egzekucje bojowników (bywały dni gdy wykonywano ich po kilka naraz). Skazywano ludzi na dożywocie i wieloletnie więzienie. Represje dotknęły także znanych Mansfeldowi powstańców z placu Széna, wielu z nich powieszono. Wkrótce potem aresztowano szwagra Pétera Mansfelda. Mansfeld postanowił stworzyć grupę która uwolniłaby go z więzienia siłą, w jej skład weszli: Jóska Blaski, Rezső Bóna, László Furka, István Holecz i Attila Egei. Wśród nich tylko Blaski miał skończone 18 lat.
17 lutego 1958 grupa uprowadziła spod gmachu Ministerstwa Spraw Wewnętrznych w Budapeszcie samochód marki Warszawa. W celu zdobycia broni krótkiej potrzebnej do dalszych działań, postanowiono udać się pod ambasadę Austrii, znajdującą się na ulicy Árvácska w Budzie, i uprowadzić milicjanta, sierżanta Elka Vekerdiego. Wciągnięto go do samochodu, odebrano broń i po przejechaniu kilku kilometrów wypuszczono przy parku Ságvári. Samochód porzucono wskutek braku benzyny, powrócono po niego następnego dnia rano.

### Aresztowanie i wyrok
Po zakończonej akcji najmłodszy uczestnik grupy, Attila Egei, opowiedział wszystko rodzicom – członkom partii komunistycznej, którzy natychmiast powiadomili milicję. Członków grupy i samego Mansfelda aresztowano dwa lub trzy dni później. Blaski zdążył w ostatniej chwili ukryć, pod budapeszteńskim zamkiem, broń odebraną Vekerdiemu. Mansfeld podczas wizji lokalnej dotyczącej m.in. uprowadzenia zdołał zbiec, skacząc z 4 metrowej skały na Wzgórzu Róż (gdzie ukrywał broń gromadzoną po stłumieniu powstania w 1956) i łamiąc rękę; znaleziono go jednak następnego dnia. Po długotrwałym śledztwie, połączonym z fizycznym i psychicznym maltretowaniem, Péter Mansfeld został skazany na karę śmierci. Prokurator György Mátsik w mowie oskarżycielskiej powiedział:
Oskarżeni, którzy dążą do restauracji kapitalizmu, stanowią bardzo duże niebezpieczeństwo dla społeczeństwa. Pragnę podkreślić, że w przypadku tego przestępstwa w nieco inny sposób należy traktować fakt, że wszyscy oskarżeni są dziećmi proletariatu. Należy ich traktować jako zdrajców klasowych. Nie są to bowiem ludzie, którzy zbłądzili, to świadomi kontrrewolucjoniści. Zwracam uwagę, że na płaszczyźnie politycznej nie rozróżniamy wieku oskarżonych. Nie należy więc ferować łagodnych wyroków wobec młodocianych tylko dlatego, że są młodzi. Przeciwnie, należy wobec nich zastosować najbardziej drakońskie rygory!

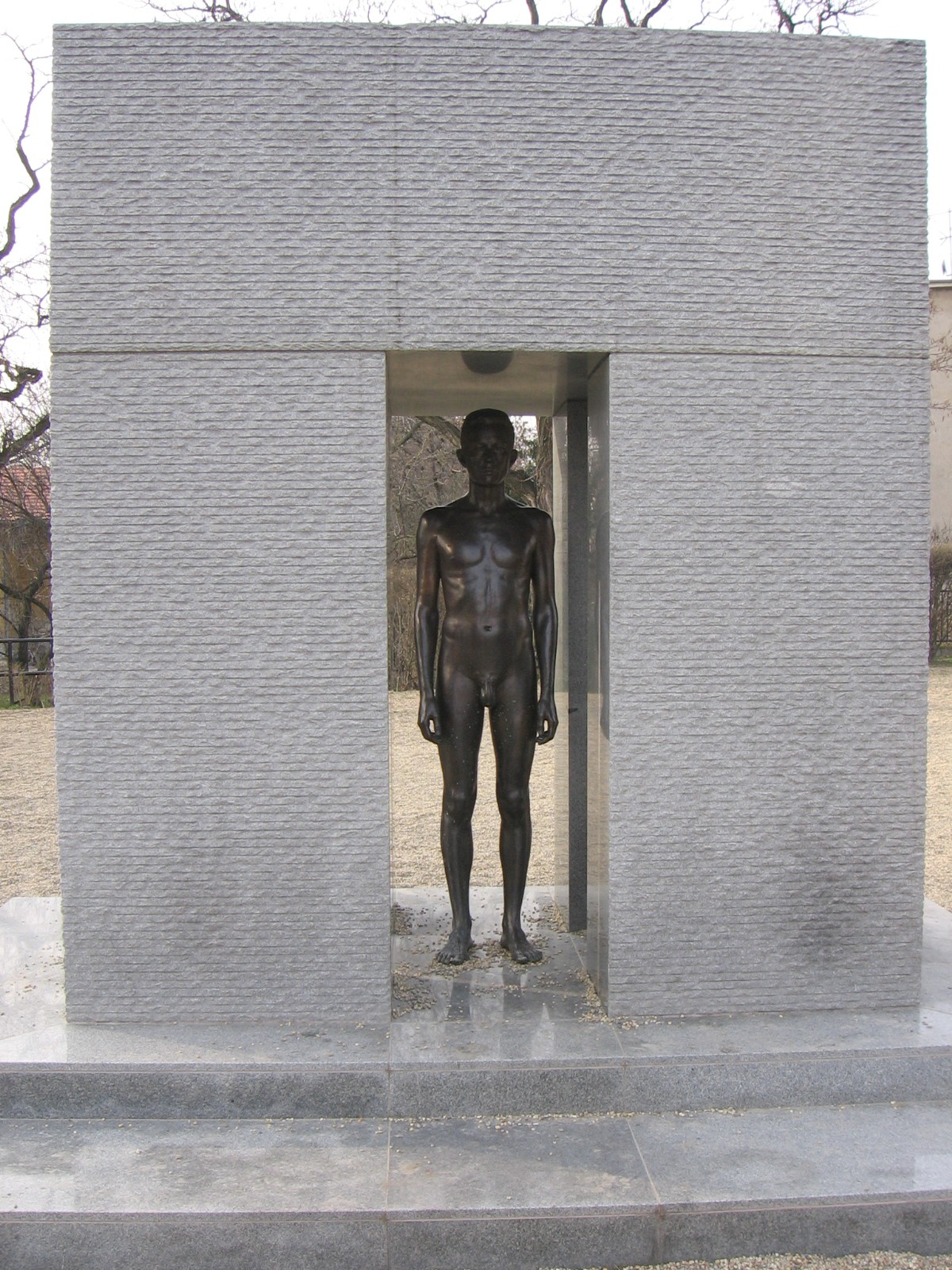
Pominik Pétera Mansfelda w Budapeszcie

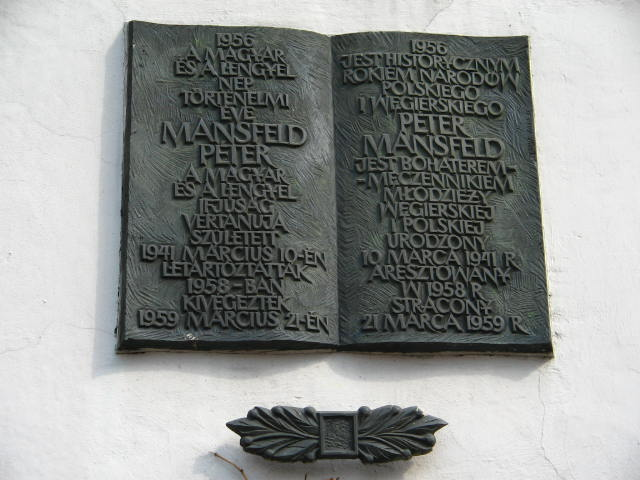
Tablica pamiątkowa w Poznaniu

## Rehabilitacja
20 kwietnia 1990 Sąd Najwyższy, w imieniu Republiki Węgierskiej, całkowicie zrehabilitował Pétera Mansfelda, uznając wyrok komunistycznego Sądu Ludowego z 1959 za nieważny, stwierdzając w uzasadnieniu:
[...] popełnione przez Pétera Mansfelda przestępstwa polityczne związane były z powstaniem ludowym, zgodnie z par. 1 Ustawy nr. 36 z 1989 roku, popełnione w określonym czasie – związane również z powstaniem narodowym. Tak więc zostały popełnione w okolicznościach, które należy wziąć pod uwagę. Zgodnie z par. 1 i par. 2 ww. ustawy, wyrok wcześniej wykonany uznaje się za nieważny [...]
Péter Mansfeld obecnie jest jednym z węgierskich bohaterów narodowych.
W Poznaniu znajduje się ulica jego imienia. Na kamienicy na rogu ulicy Pétera Mansfelda i Romka Strzałkowskiego umieszczona jest pamiątkowa tablica.
W 2016 roku został pośmiertnym honorowym obywatelem II dzielnicy Budapesztu. W 2019 roku otrzymał tytuł honorowego obywatela Csepel.